# West Columbia (Teksas)
West Columbia – miasto w Stanach Zjednoczonych, w stanie Teksas, w hrabstwie Brazoria, była stolica Republiki Teksasu w latach 1836-1837.